# Тира Датская
Тира, принцесса Датская (дат. Thyra, Prinsesse af Danmark; 29 сентября 1853, Жёлтый дворец, Копенгаген — 26 февраля 1933, Гмунден, Верхняя Австрия) — младшая дочь короля Дании Кристиана IX и его супруги Луизы Гессен-Кассельской.

## Биография
Тира приходилась сестрой Фредерику VIII, королю Дании, королеве Великобритании Александре, Георгу I, королю Греции, и императрице Российской Марии Фёдоровне.
Тира была привлекательной молодой женщиной с тёмными волосами и тёмно-синими глазами. Королева Луиза желала, чтобы её младшая дочь сделала столь же блестящую партию, как и старшие. Первым женихом Тиры стал король Виллем III Нидерландский, но так как он был на 36 лет старше невесты, то последовал отказ. Позднее он женился на Эмме Вальдек-Пирмонт. Их дочерью была Вильгельмина, чьи потомки теперь восседают на троне Нидерландов.
21 декабря 1878 года в Копенгагене она вышла замуж за кронпринца Эрнста Августа Ганноверского, 3-го герцога Камберлендского и Тевиотдейлского, единственного сына короля Ганновера Георга V и его супруги, принцессы Марии Саксен-Альтенбургской.
Ещё до замужества Тира была влюблена в Вильгельма Фримана Марчера, лейтенанта кавалерии. Результатом их романа стала беременность принцессы. Её брат Георг I предложил ей рожать в Афинах, чтобы избежать скандала; датской прессе сообщили, что Тира была больна желтухой. Она родила дочь, Марию, 8 ноября 1871 года в замке Глюксбург. Вскоре после рождения девочку удочерили Расмус и Анна Мари Йоргенсен. Ей дали новое имя — Кейт; в 1902 году она вышла замуж, а в 1964 скончалась. Марчер покончил жизнь самоубийством 4 января 1872 года после столкновения с королём.

## Дети
В браке с Эрнстом Августом у Тиры было шесть детей:
| №  | Имя                           | Дата рождения    | Дата смерти      | Примечание                                      |
| -- | ----------------------------- | ---------------- | ---------------- | ----------------------------------------------- |
| 1. | Мария Луиза Ганноверская      | 11 октября 1879  | 31 января 1948   | супруг — Максимилиан Баденский                  |
| 2. | Георг Вильгельм Ганноверский  | 28 октября 1880  | 20 мая 1912      |                                                 |
| 3. | Александра Ганноверская       | 29 сентября 1882 | 30 августа 1963  | супруг — Фридрих Франц IV Мекленбург-Шверинский |
| 4. | Ольга Ганноверская            | 11 июля 1884     | 21 сентября 1958 |                                                 |
| 5. | Кристиан Ганноверский         | 4 июля 1885      | 3 сентября 1901  |                                                 |
| 6. | Эрнст Август III Ганноверский | 17 ноября 1887   | 30 января 1953   | супруга — Виктория Луиза Прусская               |

## Титулы и статусы
- 29 сентября 1853—1858: Её Высочество принцесса Тира Датская
- 1858 — 22 декабря 1878: Её Королевское Высочество принцесса Тира Датская
- 22 декабря 1878 — 28 марта 1919: Её Королевское Высочество принцесса Ганноверская, герцогиня Камберленд и Тевиотдейл
- 28 марта 1919 — 26 февраля 1933: Её Королевское Высочество кронпринцесса Ганноверская